# Time, the Comedian
Time, the Comedian is een Amerikaanse dramafilm uit 1925 onder regie van Robert Z. Leonard. Destijds werd de film in Nederland uitgebracht onder de titel De tijd is een grappenmaker.

## Verhaal
De zangeres Nora Dakon verlaat haar man voor haar nieuwe vriend Larry Brundage. De zelfmoord van haar man bekoelt hun affaire. Jaren later kruisen ze opnieuw elkaars pad, wanneer Larry verliefd wordt op de dochter van Nora.

## Rolverdeling
| Acteur                  | Personage            |
| ----------------------- | -------------------- |
| Mae Busch               | Nora Dakon           |
| Lew Cody                | Larry Brundage       |
| Gertrude Olmstead       | Ruth Dakon           |
| Rae Ethelyn             | Ruth Dakon als kind  |
| Roy Stewart             | Michael Lawler       |
| Paulette Duval          | Mevrouw St. Germaine |
| Creighton Hale          | Tom Cautley          |
| Nellie Parker Spaulding | Tante Abbey          |
| Robert Ober             | Anthony Dakon        |
| David Mir               | Graaf de Brissac     |
| Templar Saxe            | Prins Strotoff       |
| Mildred Vincent         | Zweedse meid         |